# Hernâni da Silva
Hernâni da Silva Mudanisse (15 de novembro de 1989) é um rapper moçambicano, tendo sido considerado o melhor artista nacional do hip hop em 2020. É irmão da cantora Dama do Bling. Além da sua actividade musical, Hernâni formou-se em Engenharia Informática e de Telecomunicações em Portugal.
Em 2003, com 14 anos de idade, torna-se membro do agrupamento rapper 360 Graus, na companhia de El Puto, Dynomite, Suky, Mic B, Bala de Prata e Denny OG. Em meados de 2005, o agrupamento mudou de nome, passando a denominar-se por Young Sixties que existiu até 2009. Em 2015 entra no recém formado Sameblood Os Primos.
O músico tem participado em vários projectos musicais, tanto no país como no estrangeiro, nomeadamente o Coke Studio Africa.
Lançou o seu primeiro single Jump! em 2007 e em 2013 o CD Hernâni.. Gravou o álbum Pontas de Lança ao lado do seu companheiro o Sleam Niggah em 2016, o CD Sextas Felizes em 2018 e o álbum Pontas de Lança vol.2 em 2022 (com Sleam Nigger).